# Cuerpos aórticos

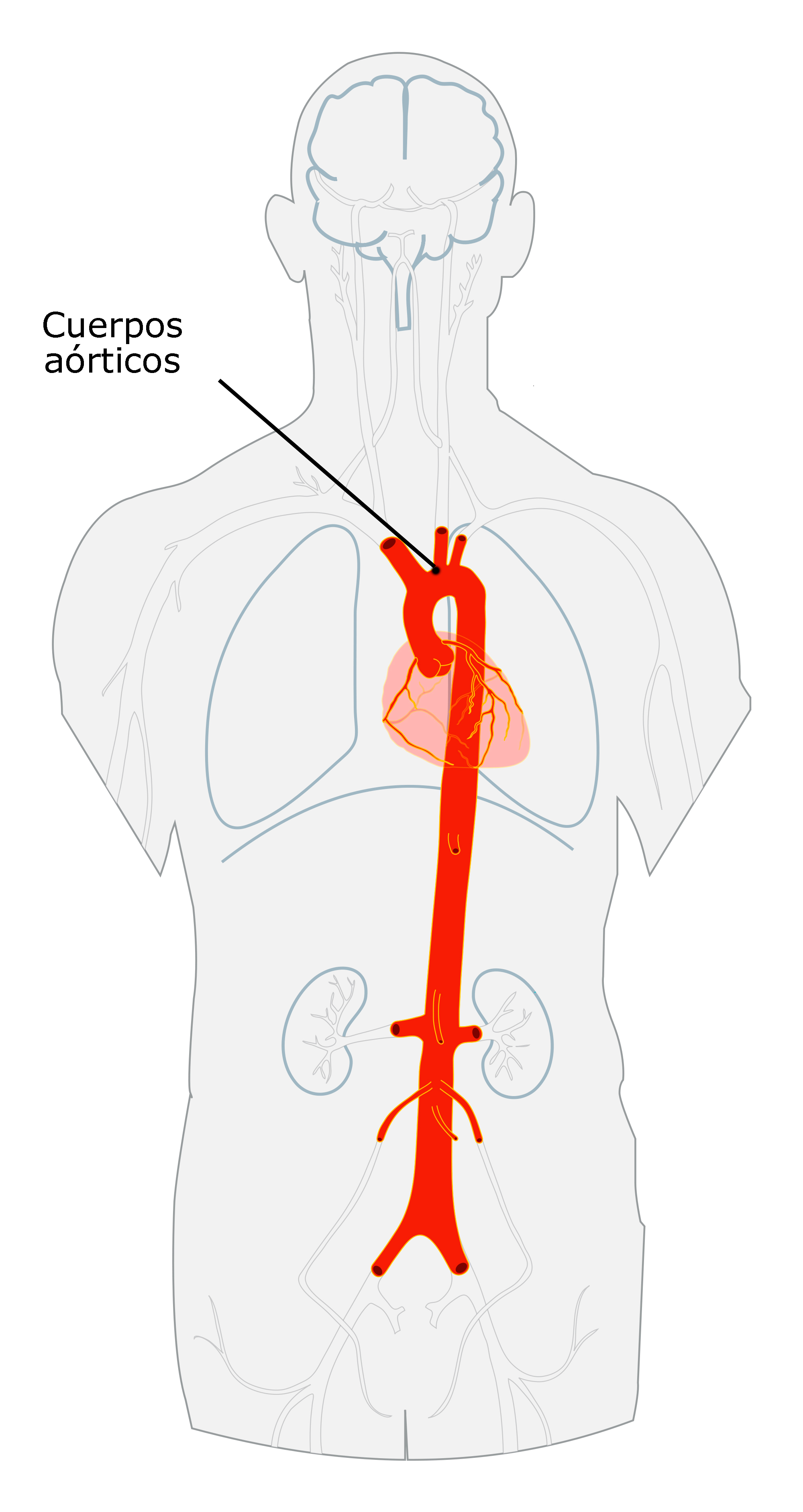
Localización de los cuerpos aórticos en el cayado de la arteria aorta.

Los cuerpos aórticos son varios grupos de células situados en el cayado de la arteria aorta. Contienen quimiorreceptores que son capaces de detectar los cambios en la composición de la sangre, sobre todo la concentración de oxígeno. Estos receptores son muy similares a los del cuerpo carotídeo situado en el punto donde la arteria carótida común se divide en carótida externa y carótida interna. Los cuerpos aórticos no deben confundirse con los cuerpos paraaórticos u órgano de Zuckerkandl que está ubicado en la aorta abdominal.

## Estructura
Los cuerpos aórticos se presentan como agrupamientos de células de 2-4 mm de diámetro.
Están formados por dos tipos de células: las neuronas quimiorreceptoras y las células conjuntivas de soporte.
Están inervados por fibras simpáticas y parasimpáticas del plexo del seno carotídeo.
La irrigación del tejido quimiorreceptor es abundante, lo que les facilita monitorear los niveles de gases

## Función
La estimulación de los quimiorreceptores de los cuerpos aórticos se produce cuando desciende el nivel de oxígeno en sangre y provocan una respuesta fisiológica inmediata consistente en aumentar la frecuencia y profundidad de la respiración para evitar la hipoxia.